# Ронга (село)
Ронга (мар. Роҥго) — село в Советском районе Республики Марий Эл, центр Ронгинского сельского поселения.

## Географическое положение
Расположено в 1,5 км на север от места впадения реки Кюржа в реку Ронга, в 45 км на восток от Йошкар-Олы и в 5 км южнее райцентра Советский, высота над уровнем моря 165 м.

## История
В архивных документах за 1699 год упоминаются три населённых пункта по реке Ронга — это «починок по речке Ронгу», «волость Ронгу» и «Ронгу-Турнарень», а согласно «Списку населённых мест Казанского уезда» 1885 года первыми поселенцами в XVII веке были беглые монастырские крестьяне-марийцы из Семиозёрной Белозерской пустыни, всего «10 человек со внучаты».
С 1727 года по 1920 год Ронга относилась к Царевококшайскому уезду Казанской губернии и до 1925 года была центром Ронгинской волости. В 1814 году на средства царевококшайского купца Михаила Михайловича Таланцева была построена Покровская церковь, Ронга обрела статус села и некоторое время называлось Покровским, но название не прижилось.
В 1837 году в селе была открыта школа, с 1860 года — земская больница, с 1898 года приёмный покой. Ещё с 1872 года в селе действовала библиотека.
С 1935 года и до 19 февраля 1953 года Ронга — центр Ронгинского района.

## Население
Численность население на 1 января 2010 года — 1407 человек, проживающих в 462 дворах.

## Известные уроженцы
- Дьяконов Вениамин Иванович (1920—1994) — марийский советский деятель образования, партийный деятель, учёный-историк, кандидат исторических наук, доцент. Проректор по учебной работе Марийского педагогического института имени Н. К. Крупской (1962—1981). Заслуженный деятель науки Марийской АССР (1970). Член КПСС с 1957 года.
- Токмурзин Валентин Максимович (1912—1998) — марийский советский деятель сельского хозяйства, агроном, охотовед, заслуженный агроном Марийской АССР.

## Инфраструктура
В селе имеются почтовое отделение, средняя школа, детский сад, дом культуры, участковая больница, торговый центр, дом ветеранов.

## Экономика
ОАО «Ронгинское торфобрикетное предприятие» добыча — переработка торфа. Для вывозка торфа с участка добычи используется узкоколейная ветка.